# 1999-es Dakar-rali
Az 1999-es Dakar-rali 1998. december 30-án rajtolt Granadából és 1999. január 15-én ért véget Dakar városában. A 21. alkalommal megrendezett versenyen 161 motoros 88 autós és 29 kamionos egység indult.

## Útvonal
A versenyzők 9.393 km megtétele után, Spanyolország, Marokkó, Mauritánia, Mali és Burkina Faso érintésével jutottak el a Szenegál fővárosába Dakarba.
| Szakasz | Dátum        | Honnan         | Hová           | Össztáv (km) |
| ------- | ------------ | -------------- | -------------- | ------------ |
| 1       | december 30. | Granada        | Rabat          | 531          |
| 2       | december 31. | Rabat          | Agadir         | 654          |
| 3       | január 1.    | Agadir         | Tan-Tan        | 510          |
| 4       | január 2.    | Tan-Tan        | Bir Mogrein    | 515          |
| 5       | január 3.    | Bir Mogrein    | Atar           | 629          |
| 6       | január 4.    | Atar           | Tidjikja       | 492          |
| 7       | január 5.    | Tidjikja       | Nioro          | 625          |
| 8       | január 6.    | Nioro          | Bobo Dioulasso | 936          |
|         | január 7.    | Pihenőnap      |                |              |
| 9       | január 8.    | Bobo Dioulasso | Mopti          | 743          |
| 10      | január 9.    | Mopti          | Timbuktu       | 1032         |
| 11      | január 10.   | Timbuktu       | Néma           | 548          |
| 12      | január 11.   | Néma           | Tichit         | 490          |
| 13      | január 12.   | Tichit         | Atar           | 548          |
| 14      | január 13.   | Atar           | Nuakchott      | 504          |
| 15      | január 14.   | Nuakchott      | Saint-Louis    | 257          |
| 16      | január 15.   | Saint-Louis    | Dakar          | 260          |

## Végeredmény
A versenyt összesen 40 motoros, 54 autós és 16 kamionos fejezte be.

### Motor
|    | Versenyző        | Motor |
| -- | ---------------- | ----- |
| 1. | Richard Sainct   | BMW   |
| 2. | Thierry Magnaldi | KTM   |
| 3. | Alfie Cox        | KTM   |

### Autó
|    | Versenyző            | Motor      |
| -- | -------------------- | ---------- |
| 1. | Jean-Louis Schlesser | Renault    |
| 2. | Miguel Prieto        | Mitsubishi |
| 3. | Jutta Kleinschmidt   | Mitsubishi |

### Kamion
|    | Versenyző          | Motor |
| -- | ------------------ | ----- |
| 1. | Karel Loprais      | Tatra |
| 2. | Viktor Moskovskikh | Kamaz |
| 3. | André de Azevedo   | Tatra |